# LOあんぐる!!
『LOあんぐる!!』は2013年5月24日にはむはむソフトより発売された恋愛アドベンチャーゲームである。はむはむソフトの第5作目になる。

## あらすじ
光野透には3人の妹がおり、3人とも少しずつ女らしい体つきになっていき、彼女たちに対する欲情に頭を抱えていた。
そこへ、三姉妹と同年代であるいとこの蒼院桃華と光野真琴がやってきた。
かくして、光野透は、第二次性徴のあらわれた少女たちに囲まれることとなった。

## ゲームシステム
シナリオエンジンには、ビジュアルアーツのSiglusEngineを使用している。
シナリオは日付を選択して進めていく方式になる。一度読んだものは「済」マークが付き、クリアかもう一度初めからやり直さない限り見えなくなる。
また、選んだ日や、ゲームの進行によってシナリオマスが消えることもある。
今作品では選択肢の他に「邪システム」が特徴的である。
邪システムが発動し、特定の場所にカーソルを持っていくと、そこを注視するかのように拡大表示になり、シナリオに変化が見られる場合がある。
アダルトゲームでは珍しく、タイトル画面に開始アイコンなどの他にチュートリアルがあり、新システムの説明などを見ることができる。

## 登場キャラクター

### 主人公
光野 透（ひかりの とおる）
声：なし
主人公で、三姉妹の兄。

### ヒロイン
光野 繪里（ひかりの えり）
声：花野うさぎ
三姉妹の長女。
料理はあまり上手ではなく片付けも出来ない大雑把な正確だが、長女らしく妹たちのことを考えたりもしている。
光野 未来（ひかりの みく）
声：手塚りょうこ
三姉妹の次女。ぼーっとした性格ながらも、身体面での発育ははやい。優柔不断なため、透に何でも聞いてくる。
マイペースでどこでもすぐ寝ようとする。
光野 弥子（ひかりの やこ）
声：mahilo
三姉妹の三女。
姉妹の中ではしっかりもので頭も切れる。姉妹の中で唯一料理ができる。
学校ではやや特徴的な笑い方と難しそうな表情のため浮いた存在になりがちであるが、実際は感情を表現するのが苦手なだけである。
蒼院 桃華（そういん ももか）
声：あさり☆
光野三姉妹の母方の従妹にあたる少女。
家が裕福で、外見はお嬢様そのものだが身内に対しては相手を見下した態度で接する。
光野 真琴（ひかりの まこと）
声：奥山歩
光野三姉妹の父方の従妹にあたる少女。
天真爛漫で外で男子と一緒に遊ぶことが多く、水泳部に所属しているため、やや色黒である。
父親の職業柄、エッチな言葉を知っているが、意味までは理解していない。

### サブキャラクター
光野 輝次郎（ひかりの こうじろう）
声：加古川高
真琴の父親。
エロ漫画家をしており、その手の人からは高い評価を得ているが作業が遅いので多くの作品が書けず、結果として貧乏生活を送っている。

## スタッフ
- 原画 - 風瑛なづき、希望つばめ
- サブキャラクター・ミニキャラ - 池田淳
- シナリオ - Hatsu
- サブシナリオ・SLG監修・BGM - 下地和彦
- 制作 - はむはむソフト「LOあんぐる!!」製作委員会

## 主題歌
オープニングテーマ「SLGだって欲しいもん!」
作詞 - 下地和彦 / 作曲 - 新井健史 / 歌 - nao